# Hollyoaks
Hollyoaks est un soap opera britannique diffusé depuis le 23 octobre 1995, sur Channel 4. Conçu à l'origine par Phil Redmond (qui a aussi créé Brookside et Grange Hill), ce feuilleton se déroule dans une banlieue imaginaire de Chester nommée Hollyoaks, dans une ancienne école polytechnique des années 1950 qui est maintenant un établissement d'études supérieures appelé « Hollyoaks Community College (souvent confondu avec la véritable université de Chester). Ses personnages, comme les spectateurs visés, ont une vingtaine d'années.
Hollyoaks est le quatrième soap opera le plus regardé à la télévision britannique, derrière EastEnders, Coronation Street et Emmerdale. 
En France, le feuilleton a été diffusé sur la chaîne TF1 Séries Films sous le nom de Hollyoaks, l'amour mode d'emploi du 8 février 2021 au 1er juillet 2022, avec des épisodes datant du début des années 2020.

## Diffusion
Produite par Lime Pictures (anciennement Mersey Television) et principalement filmée dans des studios à Liverpool, l'émission est actuellement[citation nécessaire] diffusée à 18 h 30 les jours en semaine sur Channel 4, avec une édition résumée le dimanche matin, à 9 h 50 habituellement (peut varier). À 19 h tous les jours en semaine, la chaîne E4 diffuse en "avant-première" l'épisode qui sera diffusé le jour suivant sur Channel 4. Un épisode résumé est aussi diffusé le samedi sur E4 ainsi qu'une rediffusion du lundi au vendredi à 16 h 30. La quatrième chaîne du Pays de Galles, S4C, ne diffuse que l'épisode résumé du dimanche.
Hollyoaks est aussi diffusé dans d'autres pays : au Canada, sur la chaîne BBC Kids, en Irlande sur TV3 Television Network et, depuis juin 2007, aux États-Unis sur BBC America ainsi que dans certaines zones d'Europe de l'Est notamment en Ukraine. La série fait sa première apparition en France depuis février 2021, sur TF1 série films. Ces diffusions ont commencé au moment du retour de Sam Owen qui a été diffusé au Royaume-Uni pendant l'été 2006. La version irlandaise est une version internationale et ne comporte pas la même bande son qu'au Royaume-Uni, certainement pour des raisons de droits.
La série a lancé la carrière de Will Mellor, Jodi Albert, Gary Lucy, Elize Du Toit, Jeremy Edwards, Ali Bastian, Gemma Atkinson, Sarah Jayne Dunn, Matt Littler, Twinnie-Lee Moore et James Redmond.

## Récompenses
Hollyoaks a reçu de nombreuses récompenses à travers les années et a abordé divers sujets liés à l'adolescence tels que les grossesses précoces, l'avortement, le deuil, le viol, l'alcool, la drogue, l'épilepsie, l'homosexualité, l'anorexie ou encore l'autopsie.
Hollyoaks est le seul soap à avoir été nommé dans toutes les catégories des British Soap Awards de 2007.
Le 26 février 2007, le feuilleton a changé de musique de générique ainsi que de look, la graphie du titre étant désormais la suivante : H♀LLY♂AKS. Ces changements ont été apportés parce que la majorité des personnages apparaissant dans l'ancienne version étaient morts, avaient quitté la série, ou changé de look. Le nouveau générique montre les différents personnages en train de poser sur des fonds clairs et colorés. Il a été légèrement changé le 25 mai 2007 pour y inclure des personnages qui n'y étaient pas auparavant tels que Fletch et Tom, de nouveaux personnages comme Katy et Elliot, et à la place de personnages qui sont partis, par exemple Sonny et Will, ou des personnages dans des poses différentes tels que Nancy (qui a une place plus importante), Mercedes et Rhys.

## Distribution actuelle
- Nick Pickard : Tony Hutchinson (1995-)
- Jimmy McKenna : Jack Osborne (1996-)
- Ashley Taylor Dawson : Darren Osborne (1996-1997, 1999-2001, 2003-)
- Ellis Hollins : Tom Cunningham (1999-)
- Jessica Fox : Nancy Hayton (2005-)
- Gemma Bissix : Clare Devine (2005-2007, 2009, 2013, 2025-)
- Kieron Richardson : Ste Hay (2006-)
- Nicole Barber-Lane : Myra McQueen (2006-2019, 2024-)
- Jennifer Metcalfe : Mercedes McQueen (2006-)
- James Sutton : John Paul McQueen (2006-2008, 2012-2017, 2019-)
- Jorgie Porter : Theresa McQueen (2008-2016, 2020-)
- Oscar Curtis : Lucas Hay (2009-2019, 2021-)
- Alex Fletcher : Diane O'Connor (2010-)
- Jessamy Stoddart : Liberty Savage (2010-2013, 2018-2022, 2024-)
- Isabelle Smith : Frankie Osborne (2011, 2024-)
- Danny Mac : Dodger Savage (2011-2015, 2025-)
- Rita Simons : Marie Fielding (2012, 2024-)
- Anna Passey : Sienna Blake (2012-)
- Charlie Wernham : Robbie Roscoe (2013-2016, 2024-)
- Ruby O'Donnell : Peri Lomax (2013-)
- Ava Webster : Ro Hutchinson (2013-)
- Kirsty-Leigh Porter : Leela Lomax (2013-)
- Tamara Wall : Grace Black (2013-)
- Nadine Mulkerrin : Cleo McQueen (2015-2022, 2024-)
- Chelsee Healey : Goldie McQueen (2016-)
- Malique Thompson-Dwyer : Prince McQueen (2016-2019, 2021-)
- Harvey Virdi : Misbah Maalik (2017-)
- Dawn Hope : Pearl Anderson (2021-)
- Anya Lawrence : Vicky Grant (2022-)
- Nathaniel Dass : Dillon Ray (2023-)
- Louis Emerick : Donny Clark (2024-)
- Sherrie Hewson : Martha Blake (2024-)
- Jonny Labey : Rex Gallagher (2024-)
- Jeremy Sheffield : Jeremy Blake (2024-)
- John Middleton : Fraser Black Sr. (2025-)

## Hollyoaks specials
Le feuilleton compte quelques spin-off occasionnels diffusés en deuxième partie de soirée, qui mettent en scène des situations plus dramatiques ou des sujets controversés ; ceux-ci font généralement partie de l'univers Hollyoaks, et sont considérés comme des canons. Il existe également plusieurs DVD et émissions spéciales.

### DVD et vidéos spéciaux
- Hollyoaks: Off on One (1998)
- Hollyoaks: Indecent Behaviour (2001)

### Épisodes spéciaux de deuxième partie de soirée
- Hollyoaks: Breaking Boundaries (2000)
- Hollyoaks: Boys Do Barca (2000)
- Hollyoaks: Leap of Faith (2003)
- Hollyoaks: After Hours (2004)
- Hollyoaks: In Too Deep (2004)
- Hollyoaks: Crossing The Line (2005)
- Hollyoaks: No Going Back (2005)
- Hollyoaks: Back from the Dead (2006)

### Making-of
- Hollyoaks Backstage (2007)

### Spin-offs
- Hollyoaks: Movin' On (2001)
- Hollyoaks: Let Loose (2005)
- Hollyoaks: In the City (2006)
- Hollyoaks: Later

## Livres
- Hollyoaks: Coming Together (1996)
- Hollyoaks: New Friends (1996)
- Hollyoaks: Friends and Families (1996)
- Hollyoaks: Can't Get the Girl (1997)
- Hollyoaks: Luke's Secret Diary (2000)
- Hollyoaks: Lives and Loves of Finn (2000)
- Hollyoaks: Running Wild (2002)
- Hollyoaks: Seeing Red (2002) : au sujet de Lisa Hunter self harming.
- Hollyoaks: Truth or Dare (2006) : Raconte l'histoire d'Hannah Ashworth, Nancy Hayton et Sarah Barnes en sortie scolaire en France. Bien que Nicole Owen soit représentée sur la couverture, elle n’apparaît pas dans le livre parce qu'elle est encore sous le choc après l'attaque d'Andy Holt.
- Hollyoaks: Playing with Fire (2006) : Celui-ci suit l'histoire qui concerne Becca Dean et Justin Burton.
- Hollyoaks: Fame Game (2006) : à propos de Steph Dean et Debbie Dean à Londres à la recherche d'un "stardom" (?).
- Hollyoaks: Guilt Trip (2006) : Raconte l'histoire de la lutte de Nicole Owen pour une vie normale et le plan de Sam Owen pour sa vengeance.
- Hollyoaks: It's My Life (2007) : Raconte la grossesse d'Amy Barnes.

## Musique
Hollyoaks est le seul grand soap britannique à utiliser la musique incidentale, habituellement c'est une variation du thème de l'émission. Elle est utilisée comme transition entre les scènes ou dans les séquences de rêve. Chaque épisode commence par une chanson récente ou actuelle des charts anglais. Ont été diffusés Ocean Colour Scene (avec la chanson Hundred Mile High City), Oasis, Radiohead, Fall Out Boy, Scissor Sisters, U2, Franz Ferdinand, Kaiser Chiefs, The Libertines, The Kooks, Muse, Feeder, Arctic Monkeys, Morrissey, The Fratellis, Kasabian, The Darkness, Maroon 5, Babyshambles, Dirty Pretty Things, Kate Nash, The Maccabees et My Chemical Romance. Ces chansons issues des charts ne sont pas utilisées dans la version internationale de l'émission ; à la place, celle-ci utilise des musiques composées exprès. En 2007, The Alphites était le premier groupe à se produire dans la série. Ils ont joué dans le SU Bar avec Amy, Josh et le groupe de Fletch, "Baby Diegos", encourageant.
Une bande originale de Hollyoaks sur CD est sortie en 2001, contenant des musiques utilisées dans l'émission.
Le thème principal a été composé et est interprété par Steve Wright, qui a également produit la musique et les thèmes de Brookside, Grange Hill et d'autres productions de Mersey TV.